# 天通庵
天通庵是歷史上位於現今中國上海市虹口區俞涇浦西岸天通庵路、青云路一带的一個佛教寺院。
天通庵之名最早出现在光绪七年 (1881)的《光绪宝山县志》。庙产兴学期間的1912年，一位叫严涛的江湾鎮本地人將該寺廟改成名為芦滨国民学校的小學。民国十三年（1924）學校改稱江湾乡立第二初级小学校。两年后又改名芦滨初级小学校。
一二八事變期間，學校遭到炸毀。1937年之後，松下株式會社和井上株式會社在天通庵遺址建立電池廠和造紙廠倉庫。1945年，日本在第二次中日戰爭中戰敗投降，電池廠被國民政府接收，成為上海電池廠。